# Triéthylindium
Le triéthylindium est un composé chimique de formule In(C2H5)3. Ce composé organométallique se présente sous la forme d'un liquide incolore toxique, sensible à l'oxydation et à l'hydrolyse, et qui par conséquent réagit violemment au contact de l'air et de l'eau :
In(C2H5)3 + H2O ⟶ In(C2H5)2OH + C2H6↑.
Il est utilisé comme source d'indium pour la fabrication par MOCVD de semiconducteurs III-V contenant cet élément, comme le phosphure d'indium InP. La molécule existe sous forme monomérique à l'état gazeux aussi bien qu'en solution.
Le triéthylindium réagit avec les halométhanes (en) pour former des halogénures de diéthylindium.
On connaît plusieurs voies de synthèse du triéthylindium. Il peut par exemple être obtenu par réaction d'une solution de chlorure d'indium(III) InCl3 dans l'éther avec du chlorure d'éthylmagnésium CH3CH2MgCl, un réactif de Grignard :
InCl3 + 3 C2H5MgCl ⟶ In(C2H5)3 + 3 MgCl2.